# Kramarzewo (województwo podlaskie)
Kramarzewo – wieś w Polsce położona w województwie podlaskim, w powiecie grajewskim, w gminie Radziłów.
Prywatna wieś szlachecka  położona była w drugiej połowie XVI wieku w powiecie radziłowskim ziemi wiskiej województwa mazowieckiego. W latach 1954–1959 wieś należała i była siedzibą władz gromady Kramarzewo, po jej zniesieniu w gromadzie Czerwonki. W latach 1975–1998 miejscowość administracyjnie należała do województwa łomżyńskiego.
Wierni kościoła rzymskokatolickiego należą do parafii św. Anny w Radziłowie.

## Położenie geograficzne
Kramarzewo to wieś położona w północno-wschodniej Polsce. Leży ok. 7 km na północ od Radziłowa, 21 km na południe od Grajewa i 63 km na północny zachód od stolicy regionu Białegostoku.

## Historia
Kramarzewo słynie z zabytkowego kościoła św. Barbary, wybudowanego w 1739 roku i przeniesionego tutaj w roku 1983 z Radziłowa.